# Лейкс (Аляска)
Лейкс (англ. Lakes) — статистически обособленная местность, расположенная в боро Матануска-Суситна (штат Аляска, США) с населением в 8364 человек по статистическим данным переписи 2010 года.

## География
По данным Бюро переписи населения США статистически обособленная местность Лейкс имеет общую площадь в 39,89 квадратных километров, из которых 35,22 кв. километров занимает земля и 4,4 кв. километров — вода. Площадь водных ресурсов составляет 11,03 % от всей его площади.
Статистически обособленная местность Лейкс расположена на высоте 106 метров над уровнем моря.

## Демография
По данным переписи населения 2000 года в Лейкс проживало 6706 человек, 1775 семей, насчитывалось 2217 домашних хозяйств и 2329 жилых домов. Средняя плотность населения составляла около 189,7 человек на один квадратный километр. Расовый состав Лейкс по данным переписи распределился следующим образом: 89,49 % белых, 0,6 % — чёрных или афроамериканцев, 4,58 % — коренных американцев, 0,54 % — азиатов, 0,09 % — выходцев с тихоокеанских островов, 4,16 % — представителей смешанных рас, 0,55 % — других народностей. Испаноговорящие составили 1,95 % от всех жителей статистически обособленной местности.
Из 2217 домашних хозяйств в 46 % — воспитывали детей в возрасте до 18 лет, 67,9 % представляли собой совместно проживающие супружеские пары, в 7,9 % семей женщины проживали без мужей, 19,9 % не имели семей. 14,3 % от общего числа семей на момент переписи жили самостоятельно, при этом 2,8 % составили одинокие пожилые люди в возрасте 65 лет и старше. Средний размер домашнего хозяйства составил 3 человека, а средний размер семьи — 3,32 человек.
Население статистически обособленной местности по возрастному диапазону по данным переписи 2000 года распределилось следующим образом: 33,1 % — жители младше 18 лет, 6,6 % — между 18 и 24 годами, 30,6 % — от 25 до 44 лет, 24,9 % — от 45 до 64 лет и 4,8 % — в возрасте 65 лет и старше. Средний возраст жителей составил 35 лет. На каждые 100 женщин в Лейкс приходилось 102,7 мужчин, при этом на каждые сто женщин 18 лет и старше приходилось 101,8 мужчин также старше 18 лет.
Средний доход на одно домашнее хозяйство в статистически обособленной местности составил 63 250 долларов США, а средний доход на одну семью — 68 893 доллара. При этом мужчины имели средний доход в 50 378 долларов США в год против 30 675 долларов среднегодового дохода у женщин. Доход на душу населения в статистически обособленной местности составил 23 485 долларов в год. 3,8 % от всего числа семей в Лейкс и 6,9 % от всей численности населения находилось на момент переписи населения за чертой бедности, при этом 6,3 % из них были моложе 18 лет и 6,5 % — в возрасте 65 лет и старше.